# AH12
AH12 là một tuyến đường thuộc Mạng lưới đường cao tốc Châu Á, có chiều dài 1.195 km (747 dặm) chạy từ AH3 ở Nateuy, Lào, qua Muang Xay, Luang Prabang, Vang Vieng, Vientiane, Nong Khai, Udon Thani, Khon Kaen, Nakhon Ratchasima và Saraburi cho đến điểm cuối tại AH1 ở huyện Nong Khae, tỉnh Saraburi, Thái Lan.
Đường cao tốc được đưa vào sử dụng từ ngày 8 tháng 4 năm 1994. Kinh phí là 30 triệu đô la Mỹ do Lào và Thái Lan tài trợ.

## Các đoạn đường

### Lào
- Đường 13: Nateuy–Vientiane
- Đường 450: Vientiane–Thanaleng (Tỉnh Vientiane), Cầu Hữu nghị Thái-Lào I

### Thái Lan
- QL 2 (Đường Mittraphap): Nong Khai–Saraburi
- QL 1 (Đường Phahonyothin): Saraburi–Hin Kong, huyện Nong Khae